# Albrechtice v Jizerských horách

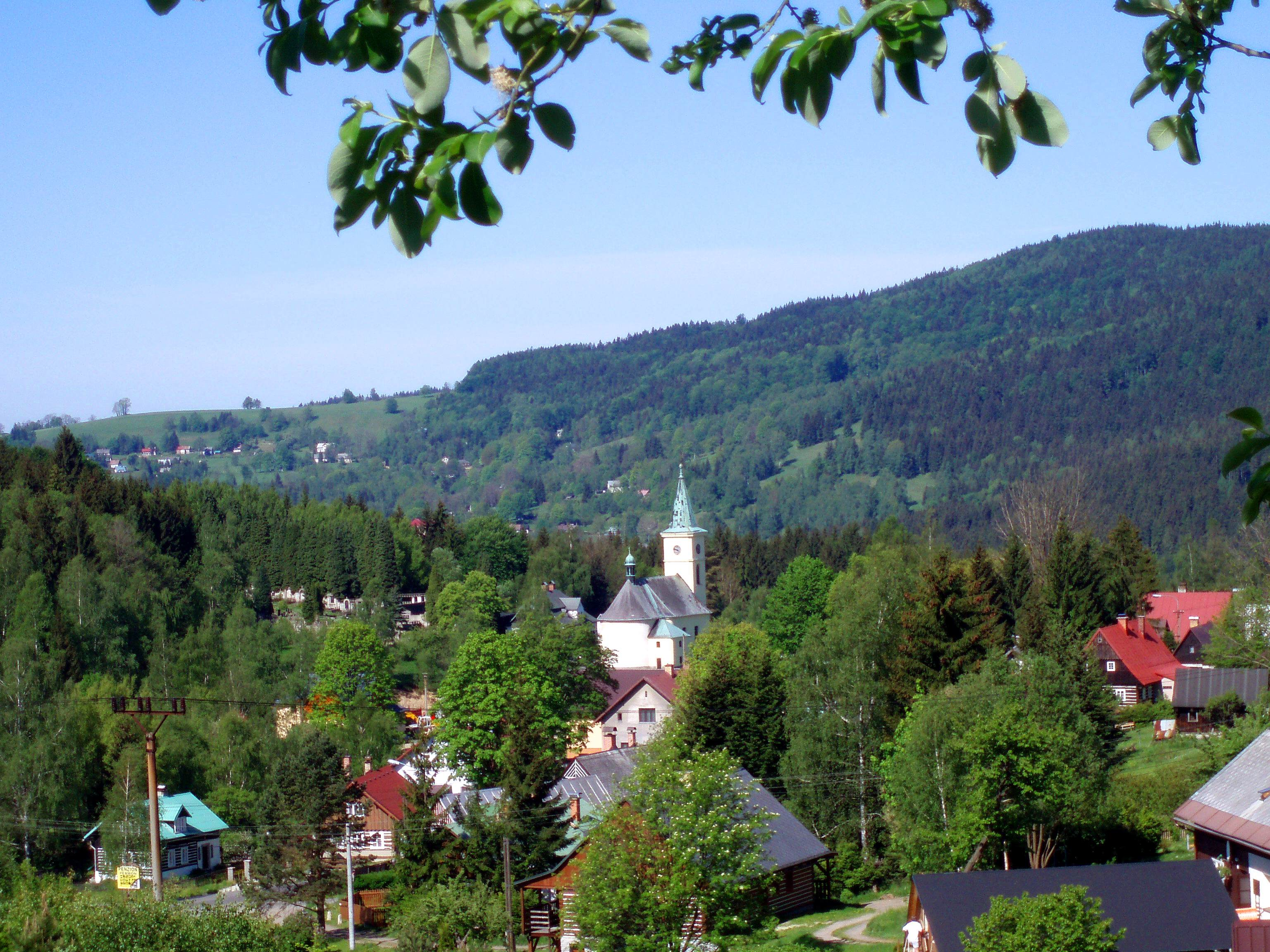
Blick auf die Kirche

Albrechtice v Jizerských horách (deutsch Albrechtsdorf) ist ein Dorf im Okres Jablonec nad Nisou in Tschechien. Es hat über 300 Einwohner.

## Geografie

### Lage
Albrechtice ist 5 Kilometer von Jablonec nad Nisou entfernt, bis Liberec sind es 7 Kilometer. Albrechtice liegt in einem linken Seitental der Kamnitz (tschechisch Kamenice) zwischen dem Tannwalder Spitzberg (810 m n.m.; tschechisch Tanvaldský Špičák) im Süden und dem Marienberg (873,9 m n.m.; tschechisch Mariánská hora) im Norden im Isergebirge.
| Josefsthal (Josefův Důl)          | Heinersdorf an der Tafelfichte (Jindřichovice pod Smrkem) | Bad Wurzelsdorf (Kořenov), OT Klein Iser (Jizerka) |
| Antoniwald (Antonínov)            |                                                           | Dessendorf (Desná)                                 |
| Georgenthal (Jiřetín pod Bukovou) | Tannwald (Tanvald)                                        |                                                    |

### Gemeindegliederung
Die Gemeinde Albrechtice v Jizerských horách besteht aus den Ortsteilen Albrechtice v Jizerských horách (Albrechtsdorf) und Mariánská Hora (Marienberg). Auf einer Anhöhe, die den Talabschluss nach Osten bildet, liegt der Weiler Na Křížku (frei übersetzt Zum Kreuz), der zum Hauptort zugehörig gilt.

## Geschichte
Albrechtsdorf wurde durch das Geschlecht Des Fours um das Jahr 1670 gegründet. Ihr Name wird von den Erben der Herrschaft Morchenstern (Smržovka) abgeleitet.
Um das Jahr 1700 entstand der Ortsteil Marienberg (Mariánská Hora). Die Sage erzählt, dass der Name durch eine Statue der Jungfrau Maria entstand, die beim Anlegen der Grundmauer des ersten Anwesens gefunden wurde.
Im Jahre 1705 kamen die Marienberger Bauden (Mariánskohorské Boudy) hinzu, deren Bewohner vor allem Holzkohle brannten. Weitere Einnahmequellen waren Holzfällen und Landwirtschaft. Ab der Mitte des 19. Jahrhunderts bildete Albrechtsdorf eine Gemeinde im Gerichtsbezirk Tannwald.
Der Verlust an männlichen Arbeitskräften in Folge des Ersten Weltkrieges (Verstorbene und Kriegsversehrte) machte sich in der ansässigen Wirtschaft negativ bemerkbar. Nach Ende des Zweiten Weltkrieges wurde der Großteil der deutschen Bevölkerung vertrieben; einige Unternehmen gründeten sich in Deutschland neu, so  z. B. die 1863 ursprünglich gegründete Glashütte der Gebrüder Feix 1947 in Schwäbisch Gmünd. Seit den 1950er Jahren wuchs die Zahl der Wochenendbauten; die Zahl der ständigen Bewohner sank.

## Wirtschaftliche Entwicklung
Im 19. Jahrhundert begann der wirtschaftliche Aufschwung durch Glasherstellung. Die Hütten in Antoniwald (Antonínov) und später in Albrechtsdorf lieferten Rohstoffe für ansässige Glasschleifereien. Ende des Jahrhunderts gehörte Albrechtsdorf zu den Orten mit den meisten und bestqualifizierten Schleifern im Bezirk Gablonz an der Neiße (Jablonec nad Nisou). Ende des 19. und Anfang des 20. Jahrhunderts wurde der Ort an die Reichenberg-Gablonz-Tannwalder Eisenbahn angeschlossen. 1975 wurde eine neue Abfahrt mit Skiliften erbaut. Heute ist die größte Einnahmequelle der Tourismus.

## Bevölkerungsentwicklung
| Jahr      | 1869 | 1880 | 1890 | 1900 | 1910 | 1921 | 1930 | 1950 | 1961 | 1970 | 1980 | 1991 | 2001 | 2011 | 2021 |
| --------- | ---- | ---- | ---- | ---- | ---- | ---- | ---- | ---- | ---- | ---- | ---- | ---- | ---- | ---- | ---- |
| Einwohner | 2292 | 2042 | 2209 | 2266 | 2351 | 1890 | 1890 | 827  | 684  | 494  | 390  | 332  | 329  | 351  | 332  |

## Sehenswürdigkeiten
- Kirche St. Franz von Paola
- Talsperre an der Weißen Desse
- Weltkriegsdenkmal

## Söhne und Töchter der Gemeinde
- Hermann Hladik (1871–1947), österreichisch-tschechoslowakischer Politiker
- Hans Wewerka (1888–1915), Keramiker und Bildhauer
- Rudolf Wewerka (1889–1954), Bildhauer und Künstler